# Farven

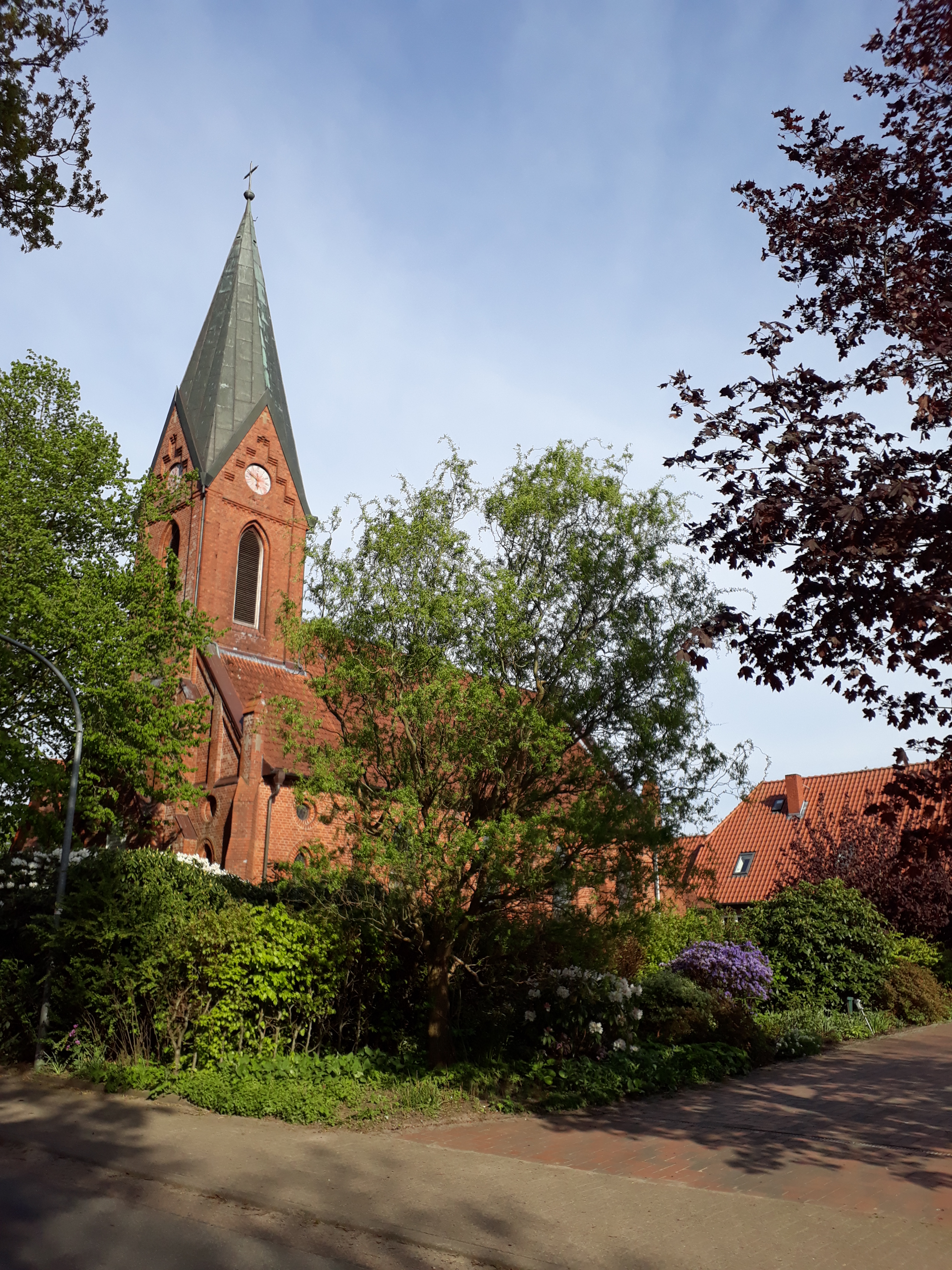
Kirche Farven

Farven (niederdeutsch Farm) ist eine Gemeinde in der Samtgemeinde Selsingen im niedersächsischen Landkreis Rotenburg. Sie ist rund 14 km südöstlich von Bremervörde gelegen. Zur Gemeinde gehört neben Farven auch der Ort Byhusen. Zwischen den beiden Orten fließt die Bever hindurch.

## Geographie

### Gemeindegliederung
Neben den Ortsteilen Farven und Byhusen gehören auch die Wohnplätze Baaste und Baaster Berg, die an der Kreisstraße 109 zwischen Farven und Sadersdorf liegen, Steinberg an der Kreisstraße 127 zwischen Farven und Byhusen und Stüh an der Kreisstraße 122 zwischen Farven und Malstedt zur Gemeinde.

### Nachbargemeinden
Farven liegt im Westen an der Kreisgrenze zum Landkreis Stade (Gemeinden Brest und Kutenholz). Im Osten grenzt Farven an die Einheitsgemeinde Bremervörde und im Südwesten an Deinstedt sowie im Süden an Anderlingen.

## Geschichte

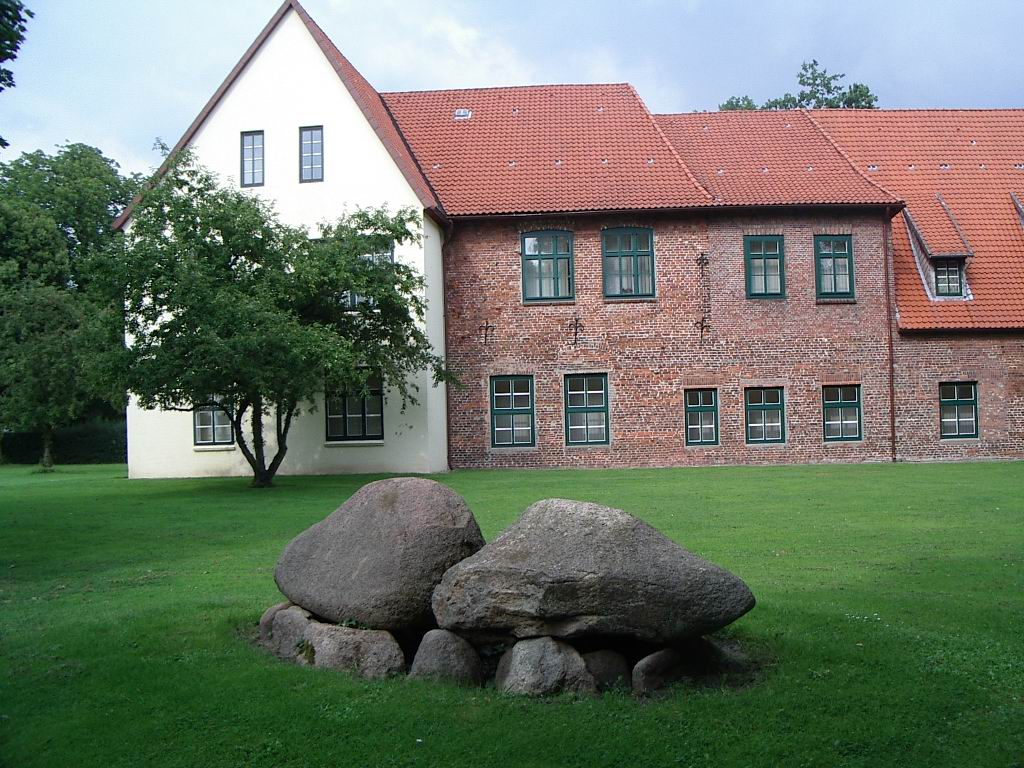
Steinkiste von Farven

Am westlichen Ortsrand von Farven liegen/lagen mehrere Großsteingräber und Hügelgräber aus der Jungstein- und Bronzezeit. Aus einem barg man eine Steinkiste und versetzte sie hinter das Bachmann-Museum in Bremervörde.
Die erste urkundliche Erwähnung Farven erfolgte 1132 als Verwede. Im 12. Jahrhundert war Farven Besitz des Grafen Rudolf von Stade und seiner Mutter Gräfin Richardis. Ein Teil der Abgaben gingen ans Stader Georgskloster. Zu dieser Zeit bestand Farven aus acht Höfen und einem Herrenhof. Um 1500 war Farven Besitz des Stader Klosters, Dienste und Abgaben gingen jedoch an die Burg Vörde. 1910 wurde die Kirche gebaut. 
Auch Byhusen war ebenfalls ganz oder zum Teil Besitz des Stader Klosters. Namensgebend für den Ort ist vermutlich die Familie Byhusen, deren Name sich vom plattdeutschen Bihuus ableitet, was Bei- oder Nebenhaus bedeutet. Vermutlich gehörte die Familie zum bremischen Dienstadel. Sie verzog unbekannt nach Stade.

### Ortsname
Alte Bezeichnungen des Ortes sind 1132–1137 Verwede und 1237–1246 Verwede. Der Ortsname besteht im zweiten Teil aus dem niederdeutschen „wede“ für „Wald“ und im ersten Teil aus dem altfriesischen „fara“ für „fahren, gehen“. Anscheinend nimmt er Bezug auf die Lage der Siedlung an einem Verkehrsweg.

### Eingemeindungen
1929 wurde das benachbarte Fehrenbruch eingemeindet, das aber zum 1. Oktober 1949 wieder eine eigenständige Gemeinde wurde.
Im Zuge der Gebietsreform in Niedersachsen, die am 1. März 1974 stattfand, wurde die zuvor selbständige Nachbargemeinde Byhusen in die Gemeinde Farven eingegliedert. Farven gehört zur Samtgemeinde Selsingen.

## Politik

### Gemeinderat
Der Rat der Gemeinde Farven besteht aus neun Ratsmitgliedern. Dies ist die festgelegte Anzahl für die Mitgliedsgemeinde einer Samtgemeinde mit einer Einwohnerzahl zwischen 501 und 1000 Einwohnern. Die Ratsmitglieder werden durch eine Kommunalwahl für jeweils fünf Jahre gewählt. Die aktuelle Amtszeit begann am 1. November 2021 und endet am 31. Oktober 2026.
Die letzten Gemeinderatswahlen ergaben folgende Sitzverteilungen:
| Partei/Liste               | 2021 | 2016 |
| -------------------------- | ---- | ---- |
| Wählergemeinschaft Farven  | 5    | 5    |
| Wählergemeinschaft Byhusen | 4    | 4    |

### Bürgermeister
Der Gemeinderat wählte das Gemeinderatsmitglied Ulrich Mehrkens (WG Farven) zum ehrenamtlichen Bürgermeister für die aktuelle Wahlperiode. Seine Stellvertreter sind Marco Holsten (WG Byhusen) und Carsten Tamke (WG Farven).

### Wappen
Das Wappen von Farven zeigt auf blauem Grund den Heiligen Georg in Gold auf einem silbernen Pferd, der einen goldenen Drachen tötet. Dies stellt einen Bezug zum Georgskloster in Stade her, zu dem die Orte Farven und Byhusen gehörten. Im unteren Drittel abgetrennt durch einen silbernen Wellenbalken, der die Bever symbolisiert, wird ein silbernes Herz dargestellt, das mit einem goldenen sechsstrahligen Flammenstern belegt ist. Dieser entstammt dem Wappen der Familie Byhusen, die in Byhusen ansässig war. Ein Abkömmling der Familie ist zurzeit (anno 2000) Pressesprecher der Universität Harburg. Die Familie nennt sich inzwischen Bihusen.

## Kultur und Sehenswürdigkeiten

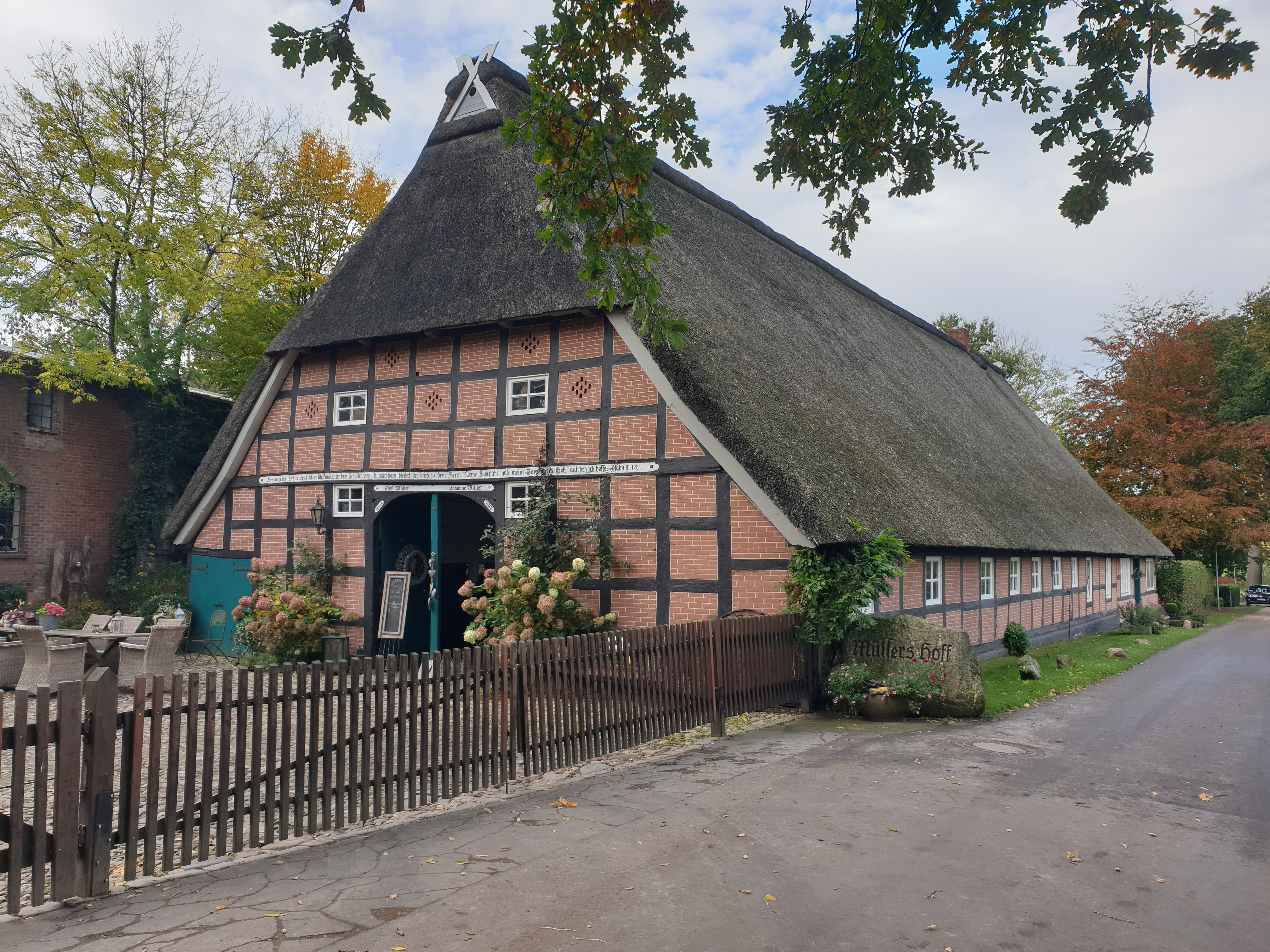
Müllers Hoff

### Baudenkmale
- Wohn- und Wirtschaftsgebäude Buchenweg 5 von 1802 in Fachwerk
- Wohn- und Wirtschaftsgebäude Bevertal 3 von 1817 in Fachwerk mit reetgedecktem Krüppelwalmdach und Niedersachsengiebel, als „Müllers Hoff“ 1570 erstmals erwähnt, heute ein Pferdegestüt

## Wirtschaft und Infrastruktur
Farven wird durch die Landwirtschaft geprägt. Es gibt auch einige handwerkliche Betriebe, eine Gaststätte sowie einen heilpädagogischen Kindergarten und einen Spielkreis. 

### Verkehr
Aufgrund ihrer Randlage führen lediglich zwei Kreisstraßen durch die Gemeinde: Das sind zum einen die Kreisstraße 109, die von Anderlingen im Süden über Baaste nach Kutenholz im Norden führt, und zum anderen die Kreisstraße 122, die von Farven im Westen nach Malstedt führt.

### Einrichtungen
- Grundzentrum in Selsingen
- St.-Lamberti-Kirche in Selsingen im evangelisch-lutherischen Kirchspiel
- Pella-Gemeinde mit der Kirche Farven von 1910 als selbständige evangelisch-lutherische Kirche[10]
- Vereine
  - Freiwillige Feuerwehr von 1944
  - Schützenverein Farven und Umgebung